# Linha internacional de Barca d'Alva-La Fregeneda a La Fuente de San Esteban
A Linha internacional de Barca d'Alva-La Fregeneda a La Fuente de San Esteban[carece de fontes?], também conhecida como Linha Internacional de Barca d’Alva a La Fregeneda e Salamanca, Linha La Fuente de San Esteban a Barca d’Alva, Linha Internacional de Pocinho a La Fuente de San Esteban ou Linha do Porto a Salamanca, é uma via férrea em bitola ibérica que liga o término da Linha do Douro, no nordeste de Portugal, à rede ferroviária Espanhola. Até ao encerramento deste troço, em 1985, existiam regularmente comboios de mercadorias e de passageiros entre Porto e Salamanca. Em conjunto com a Linha do Douro, esta foi até hoje a via mais linear de ligação do Porto à Europa. A linha foi construída em conjunto com o lanço da Linha do Douro entre o Pocinho e Barca de Alva, em território português.

## Descrição

### Percurso

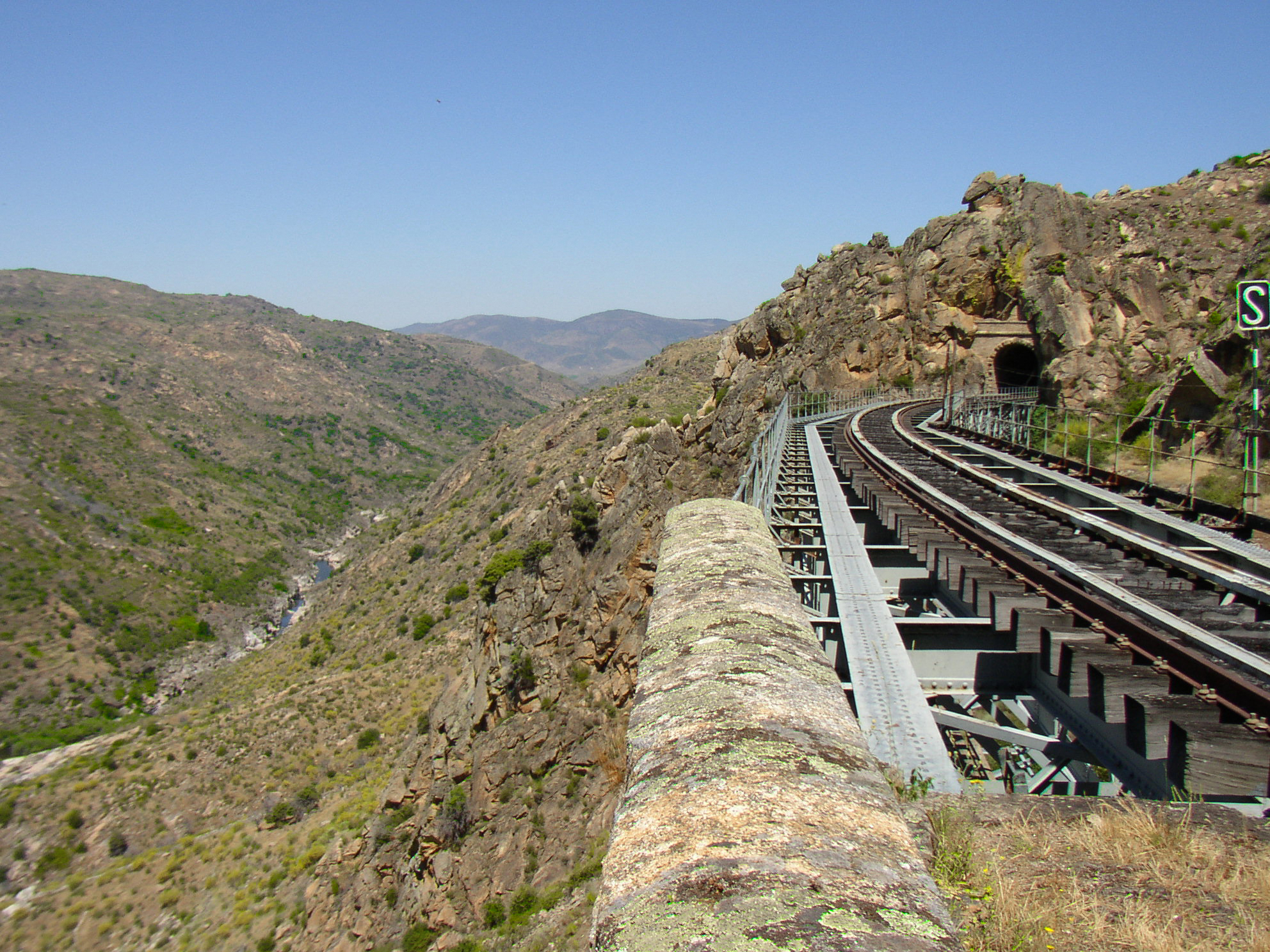
Aspeto típico do troço La Fregeneda-Barca d'Alva, com numerosos túneis e pontes.

Esta linha tinha um extensão de 77,5 km entre Barca d’Alva e La Fuente de San Esteban-Boadilla, tendo como estações intermédias La Fregeneda (estação fronteiriça do lado espanhol), Hinojosa de Duero, Lumbrales, Olmedo de Camaces-Cerralbo, Bogajo, Villavieja de Yeltes, Villares de Yeltes e Boada. A linha circunda a localidade de La Fregeneda de oeste até nordeste, subindo as arribas do Douro, nunca passando a menos de dois quilómetros; a estação nominal situa-se na localidade de Valdenoguera, 2,5 quilómetros a leste de La Fregeneda.[carece de fontes?] O percurso entre Barca de Alva e La Fuente de San Esteban possui dezanove pontes metálicas no estilo Eiffel e vinte túneis, sendo algumas destas obras consideradas obras primas de engenharia, fazendo da linha um importante exemplo de uma obra pública na Península Ibérica, comparável à Linha de Pajares.
Os primeiros vinte e cinco quilómetros da linha, desde a fronteira até Hinojosa de Duero, eram considerados muito duros, uma vez que a via férrea subia constantemente em pendente, até uma altitude de 477 m. Neste percurso destaca-se o lanço entre La Fregeneda e a fronteira, com cerca de 16,5 km, onde a via férrea tem um traçado muito sinuoso, com curvas de 300 m, fortes pendentes e dezanove túneis. Uma das principais pontes situa-se logo no princípio da linha, cruzando o Rio Águeda, que faz fronteira entre Portugal e Espanha. Em termos de túneis, salienta-se o n.º 3, com uma forma de U e um comprimento aproximado de 423 m, que é utilizado por uma colónia de morcegos, uma de várias colónias de morcegos presentes em alguns dos túneis desta linha.
A estação de La Fregeneda, situada a 483 m de altitude após o nível médio do mar, constituía um importante complexo ferroviário, contando com edifícios para a alfândega e o depósito. Após a estação, a linha atravessa o Rio Froya numa ponte de dois tramos. A partir de Hinojosa o terreno começa a tornar-se mais plano, embora a alguns quilómetros da estação de Villares de Yeltes tenha sido construída uma grande ponte sobre o Rio Yeltes. Até Boada a paisagem é composta principalmente por pastagens, passando a ser dominada por campos cerealíferos nos últimos doze quilómetros da linha, até La Fuente de San Esteban. O traçado da linha atravessa principalmente o meio rural, passando perto das povoações apenas em La Fuente de San Esteban e Lumbrales. Esta grande riqueza paisagística, aliada a uma grande biodiversidade animal, faz com que a linha tenha um grande potencial turístico.
Em La Fuente de San Esteban-Boadilla entrocava na Linha de Salamanca seguindo até Salamanca, estação terminal desta linha internacional. A estação de La Fuente de San Esteban-Boadilla era usada, também, por muitos portugueses para transbordo para a ligação internacional Lisboa-Paris (via Vilar Formoso, Linha da Beira Alta) que ali passava. Era igualmente costume das populações portuguesas deslocar-se a Espanha para participar em diversos festejos, como bailes em La Fregeneda e Sobradillo.

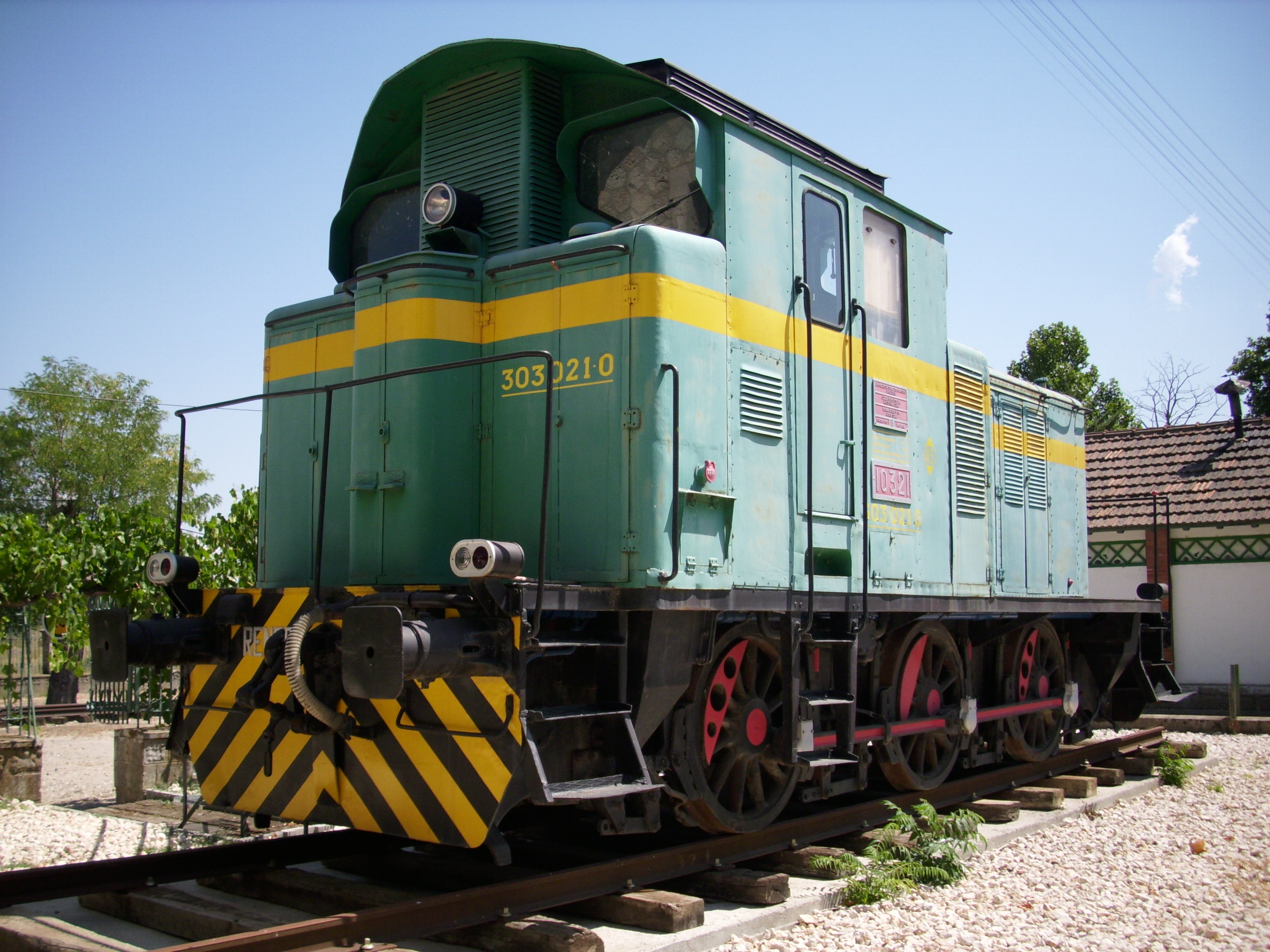
Locomotora 10321 da Renfe preservada no Museu Ferroviário de Aranda de Duero.

### Serviços e material circulante
Por esta linha circularam habitualmente pequenas composições de mercadorias, rebocadas por locomotivas das Séries 10.300 ou 10.400 da Red Nacional de Ferrocarriles Españoles, porque as numerosas pontes metálicas nesta linha não permitiam a passagem de locomotivas mais pesadas. Pelo mesmo motivo, a linha terá sido uma das últimas em Espanha onde se manteve o serviço das locomotivas a vapor 0-3-0, de reduzido peso.
Em termos de comboios de passageiros, nos finais da década de 1970 eram feitos comboios locais com automotoras Ferrobus. Outro serviço que também transportava passageiros eram os correos, que ligavam Barca de Alva a Medina del Campo, onde tinham ligação aos comboios expressos até Madrid e Hendaia. Um dos comboios mais famosos na linha foi o Rápido Porto - Medina, que circulou desde a década de 1900 até 1914, e que ligava a cidade do Porto a Medina del Campo. O comboio parava no Pinhão, Tua, Pocinho e Barca de Alva, onde a maior parte do comboio ficava, continuando apenas com um salão restaurante e uma carruagem mista de primeira e segunda classes até Salamanca, onde esta última era atrelada a um comboio correio até Medina del Campo.
Em 1967 deu-se a introdução da tracção diesel com unidades duplas (série 0400) que reintroduziu a ligação directa Porto-Salamanca, desaparecendo o mesmo serviço em 1975, passando a realizar-se um transbordo em Barca de Alva entre os comboios portugueses e espanhóis.

## História

### Antecedentes
Em 1864, uma comissão técnica luso-espanhola aconselhou a construção de cinco ligações ferroviárias entre os dois países, incluindo uma linha de Barca de Alva a Ledesma, por La Fregeneda e Vitigudino.
Nas últimas décadas do século XIX, um dos principais debates na cidade do Porto foi a construção das docas de Leixões, que deveriam constituir não só uma nova interface marítima para a cidade do Porto em si, mas um grande escoadouro internacional para o transporte de mercadorias na região Noroeste da Península Ibérica. Um elemento considerado fundamental para o desenvolvimento de Leixões como um grande porto internacional eram as suas ligações ferroviárias, tanto à rede portuguesa como à espanhola, na Galiza e no interior de Espanha. A ideia não era inovadora, já que em meados do século as autoridades espanholas também tentaram afirmar o Vigo como o principal centro marítimo na região Noroeste da península, com ligações ferroviárias tanto ao resto do país como a Portugal, através de uma linha até à cidade do Porto. A intenção de construir a via férrea até Vigo dividiu a cidade do Porto, com alguns a defender a necessidade de uma ligação ferroviária mais linear a Espanha e consequentemente ao resto da Europa, enquanto que outros receavam uma invasão dos produtos espanhóis, principalmente os têxteis da Catalunha. No entanto, a construção do caminho de ferro até Vigo foi inicialmente posta de parte, devido a vários problemas, e um maior interesse do estado português em fazer a ligação a Espanha por Badajoz. Ainda assim, em Portugal prosseguiu a ideia de instalar uma via férrea entre os dois países, desta vez com ligação a Salamanca, numa tentativa de colocar aquela cidade na esfera económica do Porto, e desviar o seu importante tráfego de mercadorias para Leixões. Além disso, também iria fornecer um percurso mais curto a Hendaia, na fronteira franco-espanhola, garantindo ao Porto uma ligação própria a Espanha e ao resto da Europa. Desta forma, em 1881 foi criado o Sindicato Portuense para construir a linha, por sugestão do governo português. Impulsionado pelo influente banqueiro Henrique Burnay, o Sindicato era constituído por um grupo de importantes capitalistas e grande parte das agências bancárias do Porto, que financiaram a construção apesar disto ir contra os próprios estatutos, já que se previa que a linha até Salamanca iria garantir um grande rendimento. A linha era considerada de tal importância, que se tornou célebre a frase «Se não se construir a linha férrea para além de Barca de Alva a erva crescerá nas ruas do Porto!». Além dos meios financeiros, a construção da linha também esteve ligada aos processos políticos nacionais.

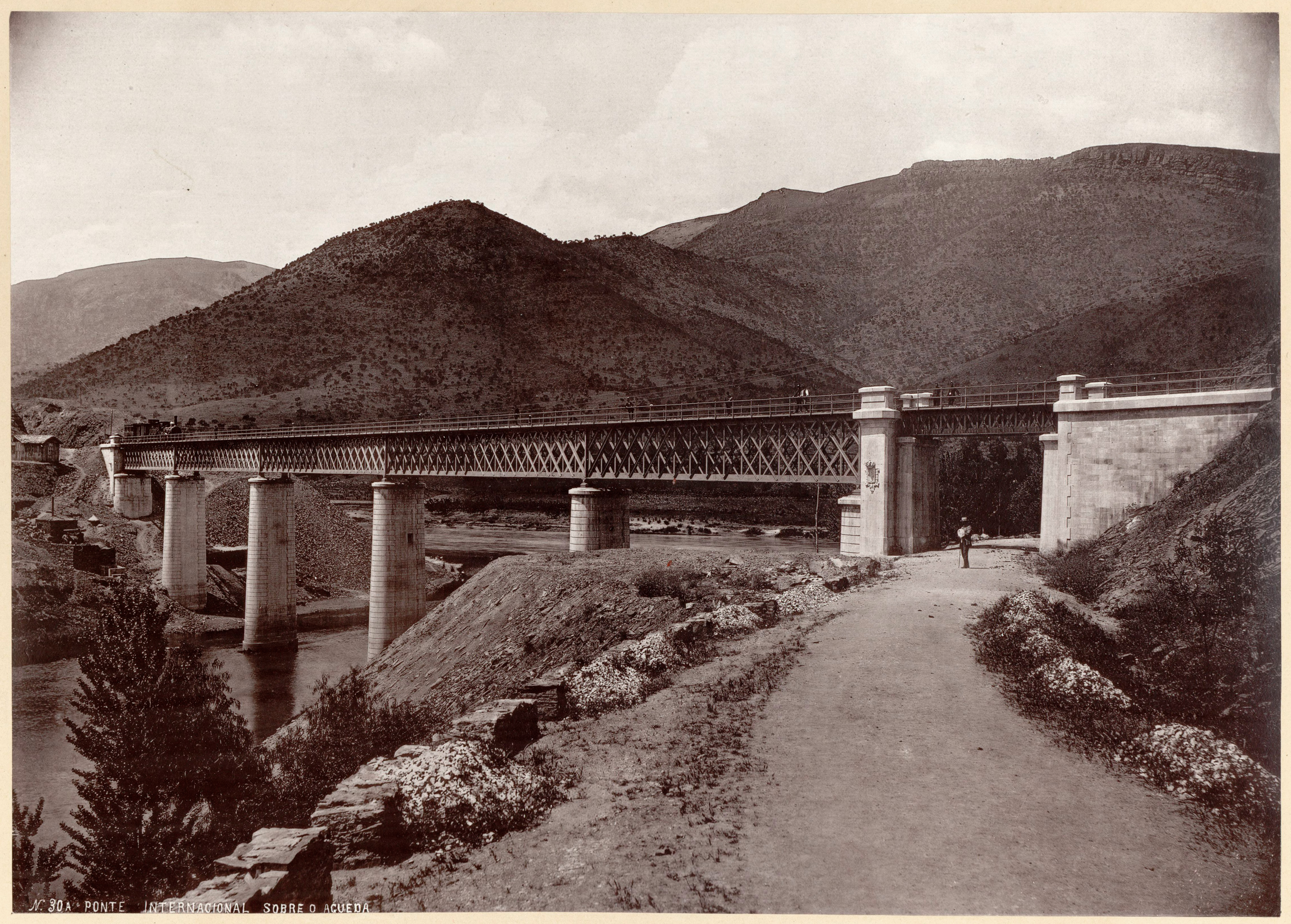
Ponte Internacional do rio Agueda, fotografada por Emílio Biel (1838 - 1915).

### Planeamento e construção (1883-1887)
Em 12 de Outubro de 1882, foi assinado um contrato entre o governo e o Sindicato Portuense para a construção das linhas férreas ligando Salamanca a Barca de Alva e Vilar Formoso.
Em 23 de Julho de 1883, por pressão dos empresários portuenses, mais propriamente da banca portuense, é aprovada por Decreto-Lei o prolongamento da Linha do Douro até a fronteira luso-espanhola, na freguesia de Barca d’Alva. Ao mesmo tempo começou a reunião de fundos para a construção do lado espanhol, desde Barca d’Alva a La Fregeneda, localidade onde a linha alcançaria as planícies de Leão. Foi construtor desta linha uma sociedade de bancos do Porto através da Compañía del ferrocarril de Salamanca a la frontera de Portugal, constituída em Madrid a 8 de Janeiro de 1885, mas de capital social exclusivamente português, pois os portugueses eram os principais interessados em ligar o Porto com a Europa. Também foram responsáveis pelo troço da rede espanhola até Vilar Formoso, para a ligação à Linha da Beira Alta. A empresa foi, posteriormente, transferida para a Companhia de Caminhos de Ferro do Oeste de Espanha.
Para a construção desta linha, que terá custado mais de 10 000 contos de réis, a companhia construtora contraiu um empréstimo de 4 500 contos de réis no Comptoir d'Escompte com uma garantia de juro do Estado português como "complemento do rendimento annual liquido d’essa linha ate 5 por cento em relação ao custo da sua construcção" até ao valor máximo de 135 contos de réis anuais - garantia que também cobria a linha de Vilar Formoso a Salamanca - e o Estado espanhol atribuiu uma subvenção de 11 886 708 pesetas. A exploração das linhas de Vilar Formoso e de Barca de Alva até Salamanca foi arrendada à Compañía del Ferrocarril de Salamanca a la frontera de Portugal pelo Syndicato Portuense.
Depois de muitos avanços e recuos, nomeadamente em relação à localização da ponte internacional sobre o Rio Águeda, os trabalhos foram iniciados em 1882. O troço entre Barca d’Alva e La Fregeneda foi um dos mais difíceis de construir, constituindo uma autêntica via alpina com curvas de raio mínimo de 300 m e rampas de 21‰, possuindo, em apenas 17 km de linha-férrea, treze pontes metálicas e vinte túneis. Na construção de toda a linha chegaram a ser empregues 7000 operários. De acordo com as ordens régias de 5 e 6 de Junho de 1881, a concessária apresentou, em 21 de Fevereiro de 1883, um novo estudo para o lanço entre o PK 50 da linha e Barca de Alva, incluindo desde logo a ponte internacional sobre o Rio Águeda. Esta deveria ter uma altura precisa de 19 m, superior em 3,83 m ao plano original, além que deveria cruzar o rio de forma oblíqua, ao contrário do traçado original, que o passava de forma horizontal. O orçamento para a construção desde lanço era de 600 mil Pesetas. Este novo plano foi parcialmente aprovado por uma ordem régia de Agosto desse ano, no lanço entre os quilómetros 59 e 77, que ordenou que fossem novos estudos para os primeiros oito quilómetros e os últimos dois. Assim, a empresa apresentou novos planos para várias partes da linha, incluindo a ponte sobre o Águeda, tendo este último sido autorizado por uma ordem régia de 8 de Abril de 1884. O plano para a ponte fazia parte de um conjunto de três documentos, que também incluía o orçamento e a memória, que estabelecia que a linha devia atravessar o rio, e que o traçado que serviu de base para a concessão indicava igualmente, para a passagem do rio, uma ponte semelhante à que a empresa concessionária deveria construir. Desta forma, o Ministério das Obras Públicas de Portugal ordenou a criação de um duplicado dos planos para a ponte internacional, nas condições do quarto artigo da acta de 15 de Julho de 1879, tendo este duplicado sido enviado pelo representante diplomático português ao Ministério de Estado, e depois ao do Fomento. Desta forma, em 2 de Setembro a empresa foi avisada que em breve deveria apresentar o plano definitivo para o lanço da linha desde o PK 77 até à fronteira.
Porém, quando a empresa preparou o orçamento, não incluiu os custos com a ponte, uma vez que considerava que o governo é que deveria financiar a sua construção, devido ao quarto artigo na acta de 15 de Julho de 1879, e por a ponte não fazer parte do plano aprovado por uma ordem régia de 5 de Junho de 1881. Em resposta, a Junta Consultiva de Caminos, Canales y Puertos informou que, segundo o quarto artigo da acta da comissão internacional, que tinha sido formada para tratar da sinalização nesta linha, a empresa exploradora deveria fazer todas as obras necessárias, como tinha sucedido com as outras ligações ferroviárias entre Espanha e Portugal; além disso, pressupunha-se que quando eram feitas concessões para vias férreas, as empresas eram responsáveis pela construção das infraestruturas. Assim, a empresa estava a querer um aumento no valor do subsídio, o que era ilegal, e caso a ponte fosse construída pelo governo e depois não se chegasse a acordo sobre as condições em que esta fosse cedida à empresa, esta teria de construir uma nova de raiz, ou então deixar interrompida a ligação ferroviária entre os dois países. Desta forma, a Junta decidiu que a parte da ponte correspondente ao território espanhol deveria ser construída apenas pela companhia, e que previamente deveria ser feito um acordo entre ambos os governos para estabelecer se a outra metade da ponte deveria ser construída pelo estado português e depois reintegrada pela companhia pela parte correspondente, ou vice-versa. O plano para os últimos quilómetros da linha foi aprovado por uma Ordem Régia de 28 de Abril de 1885, que também determinou que o lado espanhol da ponte seria construído pela companhia. Porém, esta decisão foi contestada por Luís Silvela, representante da companhia, alegando que a sociedade recorrente, sub-rogada pelos direitos da companhia de Enrique Burnay, não era obrigada a construir a ponte, nem a financiar parte das obras. Esta reclamação não foi atendida, porque de acordo com a base da concessão, a companhia era forçada a fazer todas as obras necessárias, e além disso, a própria sociedade tinha-se originalmente comprometido a fazer a ponte, uma vez que esta tinha sido incluída nos estudos que apresentou em 28 de Fevereiro e 29 de Dezembro de 1883, como necessária para a linha. Por outro lado, o acordo internacional que tinha sido baseado no relatório de 1879 dos engenheiros portugueses e espanhóis garantiu que a construção da ponte deveria ser partilhada entre ambos os países, responsabilidade que foi transferida para as empresas concessionárias do caminho de ferro. O plano para a ponte internacional foi aprovado por uma ordem régia de 20 de Outubro de 1885, embora com a condição de ficar desde logo preparada para ser destruída em caso de guerra. A aprovação das autoridades militares espanholas só foi dada em Junho do ano seguinte, e em 10 de Novembro de 1887 foram feitas as provas de carga. Entretanto, em 15 de Janeiro de 1885, o representante do concessionário assinou o contrato sobre a construção de todas as pontes de grande vão, menos a de Poyo Valiente, que só foi assinada em 1 de Julho desse ano. Depois do engenheiro responsável, Guillermo Petit, ter concluído os seus relatórios, todas as pontes foram aprovadas em 7 de Agosto desse ano, fora a de Poyo Valiente, que só foi autorizada em 31 de Dezembro.
Do lado português, o lanço entre o Pocinho e Côa foi aberto à exploração em 5 de Maio de 1887, tendo o tramo seguinte, até Barca de Alva, sido inaugurado em 9 de Dezembro de 1887, concluindo a Linha do Douro.
Do lado espanhol, a linha entre Vilar Formoso e Medina del Campo foi totalmente inaugurada em 24 de Maio de 1886. O troço entre Boadilla e Lumbrales é inaugurado em 25 de Julho de 1887 - com um serviço de comboios com de 1.ª, 2.ª e 3.ª classe - e o troço entre Lumbrales e Barca de Alva é completado a 8 de Dezembro de 1887.
Com a conclusão do troço entre Barca de Alva e Boadilla, em 9 de Dezembro de 1887 é inaugurada a Linha Internacional de Barca d’Alva a La Fregeneda e Salamanca, com a cerimónia de inauguração a decorrer na Ponte internacional do Rio Águeda possibilitando a abertura do serviço linear entre o Porto e Salamanca e exploração pública do serviço direto Porto-Salamanca. Esta obra, que foi a quinta e última ligação ferroviária entre Portugal e Espanha, permitiu a ligação da Linha do Douro à rede ferroviária espanhola e ao resto da Europa.

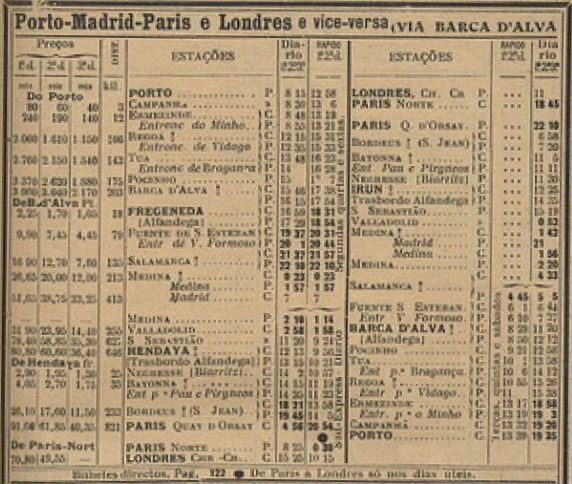
Horário dos comboios do Porto até Paris e Londres, via Barca de Alva, em 1913. Os comboios que saíam do Porto para o estrangeiro paravam em Fregeneda, onde estava a alfândega, enquanto que no sentido inverso este serviço era prestado em Barca de Alva.

### Primeiros anos
Entre 1887 e 1890 a linha movimentou um total de 247 835 passageiros e 154 347 toneladas de mercadorias.
Apesar das grandes esperanças dos empresários e capitalistas do Porto, a linha começou a dar prejuízo desde o início, com défices anuais de centenas de contos de réis.
| Ano  | Receitas | Despesas |
| ---- | -------- | -------- |
| 1887 | 432$907  | 593$971  |
| 1888 | 330$103  | 555$901  |
| 1889 | 464$648  | 640$715  |
| 1890 | 452$908  | 641$381  |

Grande parte deste prejuízo foi devido em grande parte ao percurso muito complicado da linha, que encareceu consideravelmente os custos de exploração. Em Março de 1888, o governo foi informado que os custos com a linha eram muito elevados, consumindo todos os lucros do sindicato, e que já não tinham condições para pagar o capital aos accionistas, ameaçando de ruína os sete maiores bancos da cidade. As consequências financeiras da linha foram muito fortes, não só na cidade no Porto mas um pouco para todo o país, já que consumiu uma grande parte do erário público. A linha foi também um falhanço no sentido de tornar o Porto num centro de exportação das mercadorias do interior espanhol, já que pouca ou nenhuma carga vinda de Salamanca chegou a ser embarcada na cidade. Com efeito, a linha pode ser considerada como uma das várias tentativas falhadas de construir caminhos de ferro para Espanha, no sentido de desviar a produção do país vizinho para os portos portugueses.
Assim, o governo criou a Companhia das Docas do Porto e dos Caminhos de Ferro Peninsulares, que integrou o antigo activo e passivo do Sindicato Portuense, incluindo a linha para Salamanca. Uma lei de 22 de Julho desse ano concedeu uma garantia de juro de 5% às linhas de Vilar Formoso e de Barca de Alva a Salamanca. A nova companhia, "portuguesa para todos os efeitos" e "formada e organizada pelo sindicato portuense", era uma sociedade anónima de responsabilidade limitada com sede no Porto e com um capital social de 1.800:000$00 réis, do qual o Estado Português detinha 55% e foi constituída através da escritura de 29 de Novembro de 1889, ficando com a exploração desta linha e do futuro Porto de Leixões, mas mesmo com estas medidas não foram suficientes, pois após a grave crise financeira de 1891 o Estado português ficou responsável por esta linha. Em 1892, perante a crise dos bancos portuenses e a possibilidade da rescisão da concessão, passou a linha a ser provisoriamente explorada pela direcção dos caminhos-de-ferro do Minho e Douro.
Posteriormente a empresa mudou de nome para Companhia do Caminho de Ferro de Salamanca à Fronteira Portuguesa, mas continuaram os problemas, acabando por ser integrada em firmas espanholas, primeiro na Compañía Nacional de los Ferrocarriles del Oeste, e depois na Red Nacional de los Ferrocarriles Españoles.
Em 2 de Outubro de 1899, um descarrilamento sobre a ponte de Las Almas danificou aquela infra-estrutura, tendo as obras de reparação sido concluídas em 25 de Março de 1900. Durante aquele período, os comboios circulavam com grandes limitações de velocidade, a tal ponto que paravam antes de entrar na ponte, de forma a permitir aos passageiros descer e acompanhar o comboio a pé.

### Décadas de 1900 e 1910
Em 27 de Junho de 1901, a ponte original do Pingallo foi destruída por uma tempestade, tendo a nova estrutura sido aprovada em 13 de Junho de 1904. Em 1904, foram autorizadas as bases para modificar um contrato entre a Companhia de Salamanca e a Divisão do Minho e Douro dos Caminhos de Ferro do Estado, relativo à troca de material circulante, e no ano seguinte foi aprovado o acordo entre aquelas duas empresas para a correspondência dos comboios em Barca de Alva. Durante a década de 1900, iniciou-se o comboio expresso entre o Porto e Medina del Campo, que foi cancelado com o início da Primeira Guerra Mundial, em 1914.

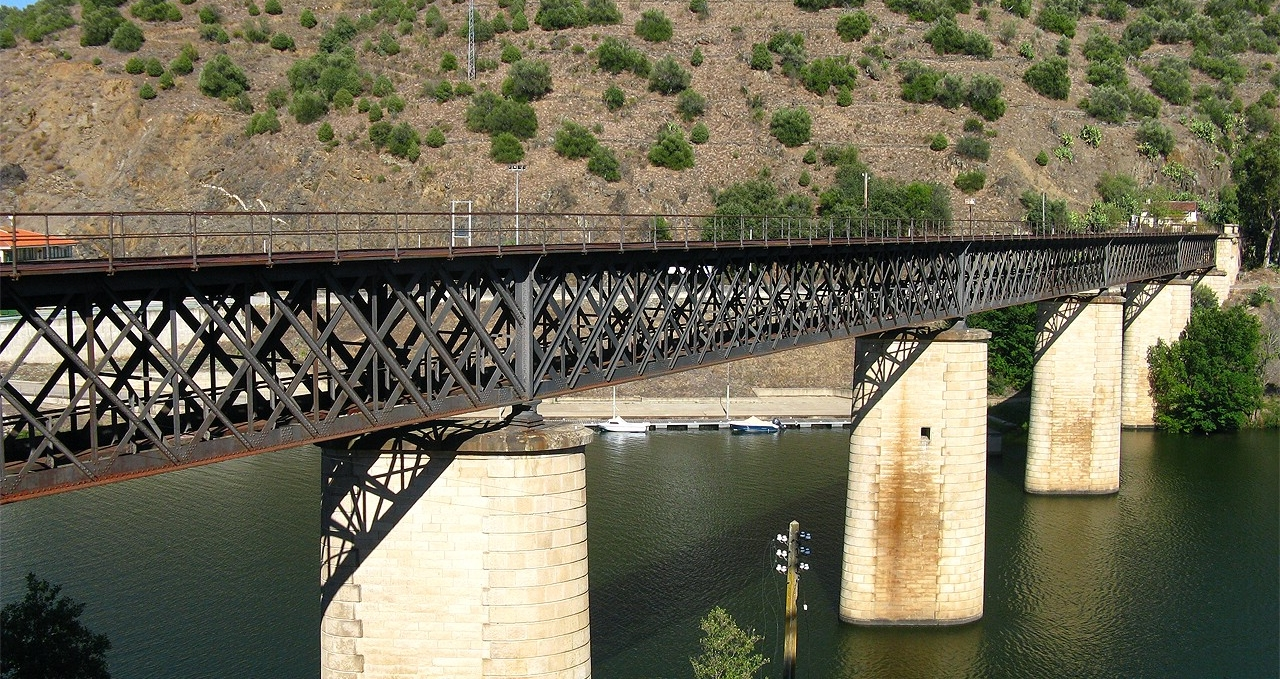
Ponte Internacional do Rio Águeda, em 2009.

### Décadas de 1920 e 1930
Durante o mandato de Manuel Domingues dos Santos como chefe do movimento do Minho e Douro, que terminou com a extinção dos Caminhos de Ferro do Estado em 1927, este criou o Comboio Directo do Porto, que terminava em Barca de Alva, onde dava ligação ao comboio correio até Salamanca e Medina del Campo. Neste sentido, foi pedido que o comboio correio saísse de Barca de Alva três horas mais tarde, mas o director da Companhia de Salamanca à Fronteira de Portugal opôs-se a quaisquer alterações nos horários.
Em 1926 teve lugar uma importante decisão judicial sobre duas linhas que ligavam Salamanca à fronteira portuguesa, no âmbito do processo entre a Companhia das Docas e o governo, quando foi dada a sentença arbitral de que devia ser utilizado o câmbio par nas liquidações de juro. Porém, em 1928 o governo terminou com a garantia de juro da linha até Salamanca, como parte de um programa do governo para aumentar o seu controle sobre os caminhos de ferro nacionais, como parte do novo sistema de estado introduzido pelo Golpe de Estado de 28 de Maio de 1926. Desta forma, o governo procurou resolver os vários problemas de gestão nas infraestruturas nacionais, incluindo o transporte ferroviário, que se vinham a acentuar desde os finais da Primeira República.
Em Outubro de 1939, foram restauradas as fronteiras ferroviárias nacionais, incluindo a de Barca de Alva, depois de um período de interrupção.

### Década de 1950
Em 16 de Fevereiro de 1950, a Gazeta dos Caminhos de Ferro noticiou que estava planeada para 14 de Maio o reestabelecimento dos comboios internacionais pela linha, e que tanto a CP como a RENFE tinham acordado sobre o uso de carruagens directas do Porto a La Fuente de San Esteban, de forma a evitar o transbordo em Barca de Alva.
Nesta altura, já o jornalista José da Guerra Maio vaticinou o encerramento da linha internacional, devido principalmente ao estado de várias pontes metálicas entre Barca de Alva e Hinojosa de Duero, que precisavam de substituição, despesa que a RENFE poderia não estar disposta a pagar. Assim, propôs a construção de uma linha férrea ao longo do vale do Rio Côa até Vilar Formoso, unindo desta forma as linhas do Douro e da Beira Alta. Apesar disto, continuou a defender a manutenção dos serviços internacionais por Barca de Alva, já que estes continuavam a ser a forma mais rápida dos turistas estrangeiros acederem ao vale do Douro e a Trás-os-Montes.

### O Encerramento (1979-1988)

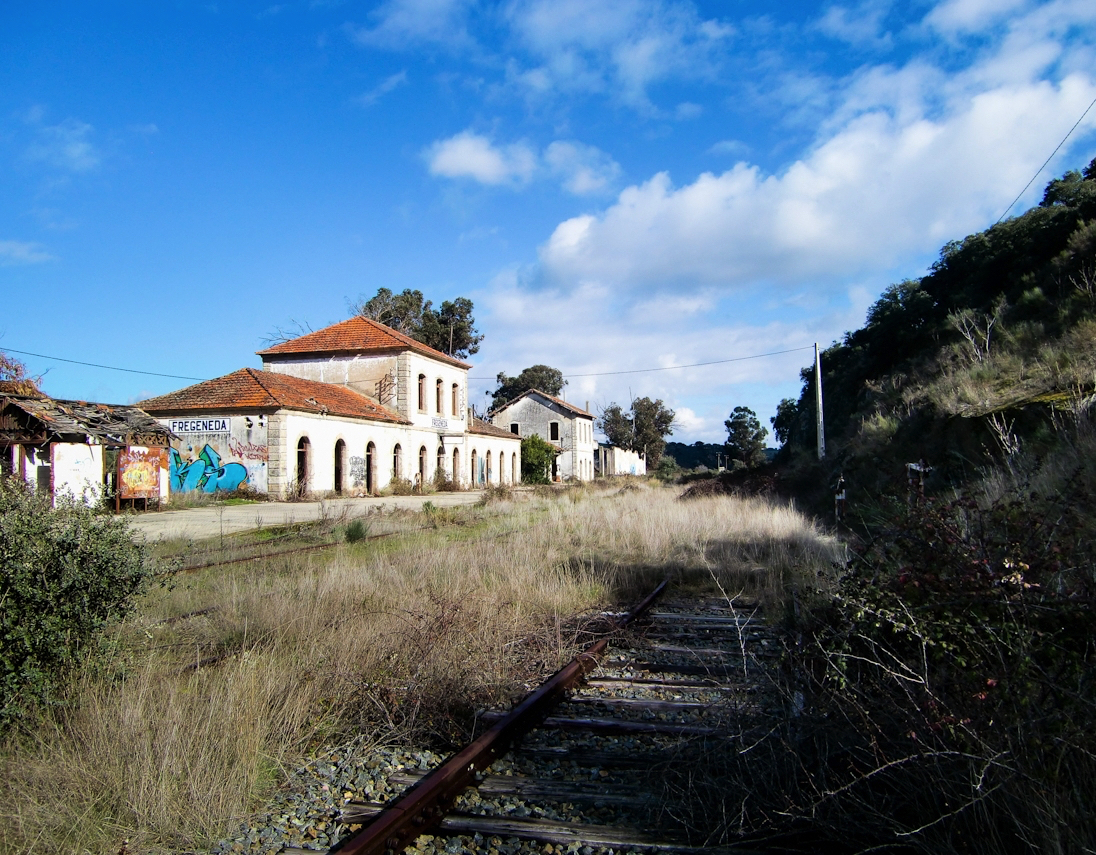
Estação de La Fregeneda, sensivelmente a meio do percurso.

Em 1979, apesar de ser uma linha internacional, era considerada de importância secundária pela Red Nacional de los Ferrocarriles Españoles, que já estava a planear o seu encerramento. Nesse ano, os únicos serviços que utilizavam a linha eram comboios locais entre Barca de Alva e La Fuente de San Esteban, assegurados por automotoras.
Em Junho de 1981, o Gabinete de Información y Relaciones Externas da RENFE organizou uma exposição comemorativa do primeiro centenário da linha desde Salamanca até à fronteira portuguesa, no palácio da Deputação Provincial de Salamanca. Esta mostra incluiu várias fotografias, peças antigas dos caminhos de ferro, como faróis e campainhas, e maquetas de material circulante e das estações. Em 1984, o governo espanhol decidiu encerrar o troço entre La Fuente de San Esteban e La Fregeneda, no âmbito de um plano de redução da rede ferroviária, o que também iria causar a suspensão dos serviços desde La Fregeneda até Barca d’Alva. Nessa altura, estava previsto que o encerramento seria concretizado no dia 1 de Janeiro de 1985.
Em 18 de Outubro de 1988 foi feito o mesmo do lado português, tendo sido suspensos os serviços no troço Pocinho-Barca d’Alva, por alegada falta de rentabilidade, apesar de dias antes a Comissão parlamentar de Equipamento Social, Transportes e Habitação, em visita ao Vale do Douro ter referido a importância das vias férreas para o turismo do Vale do Douro A Linha do Douro passa a ser utilizada apenas até ao Pocinho, deixando os comboios a cerca de 28 km da fronteira. Nessa altura, esta medida era considerada apenas como temporária, e a linha nunca chegou a ser oficialmente encerrada, embora o tráfego ferroviário não tenha sido retomado.
Em 1993, apenas cerca de nove anos após o encerramento do lanço espanhol, já grande parte das estações e apeadeiros da linha se encontravam num avançado estado de ruína.

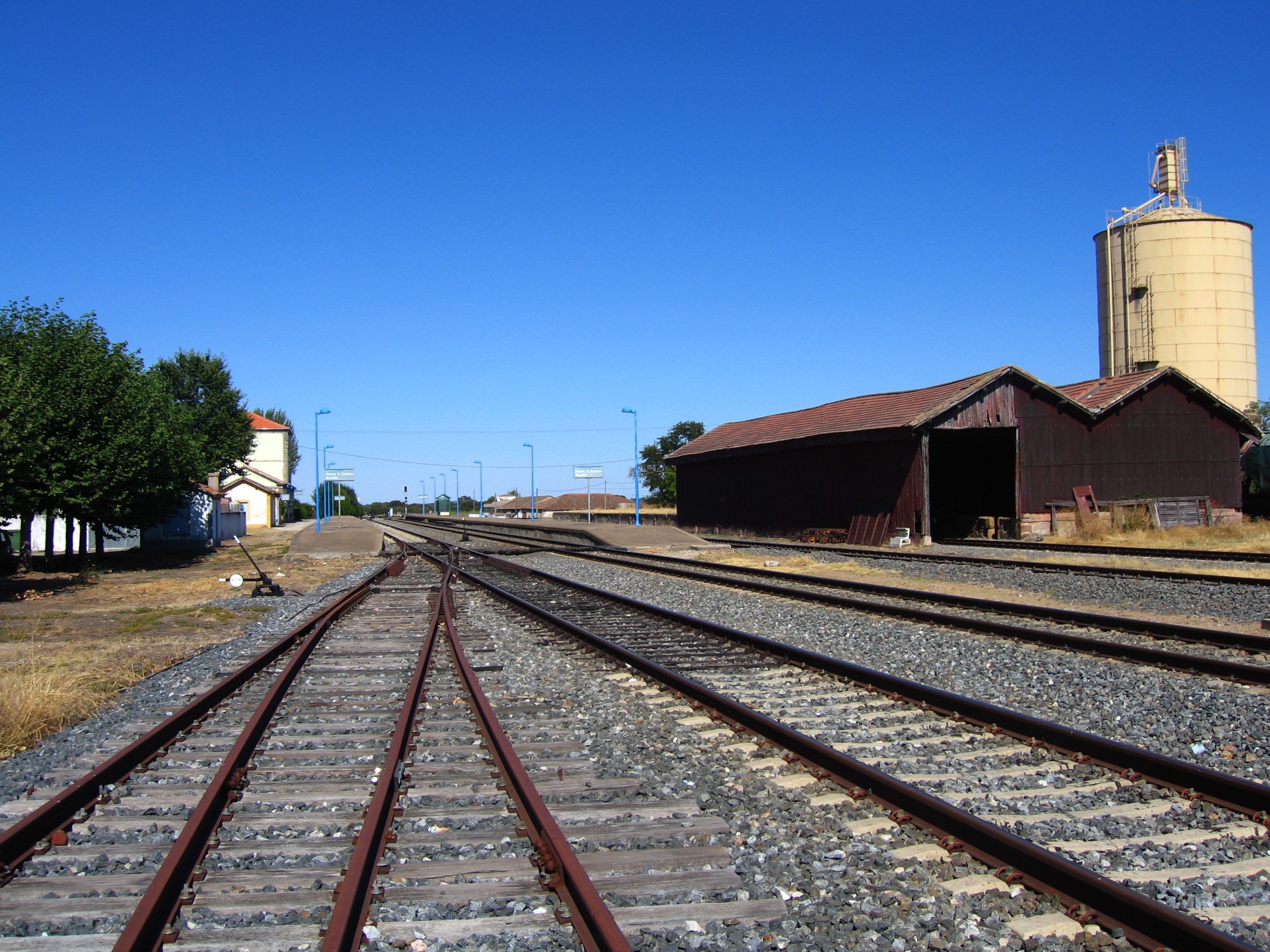
Estação de La Fuente de San Esteban-Boadilla em 2009. A linha para Barca de Alva iniciava-se na via férrea à esquerda, que entretanto foi removida.

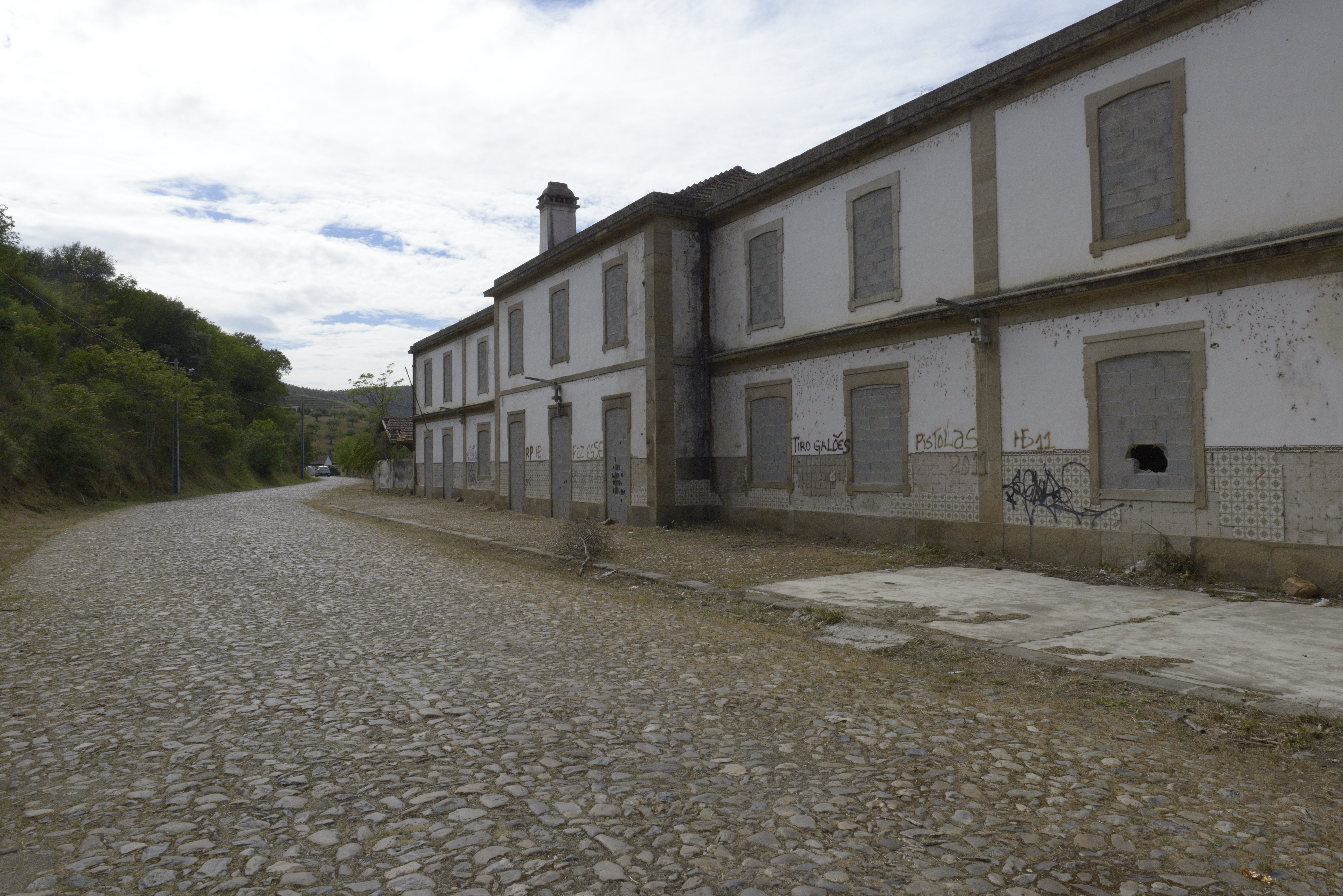
Vista de rua da estação de Barca de Alva, em 2017.

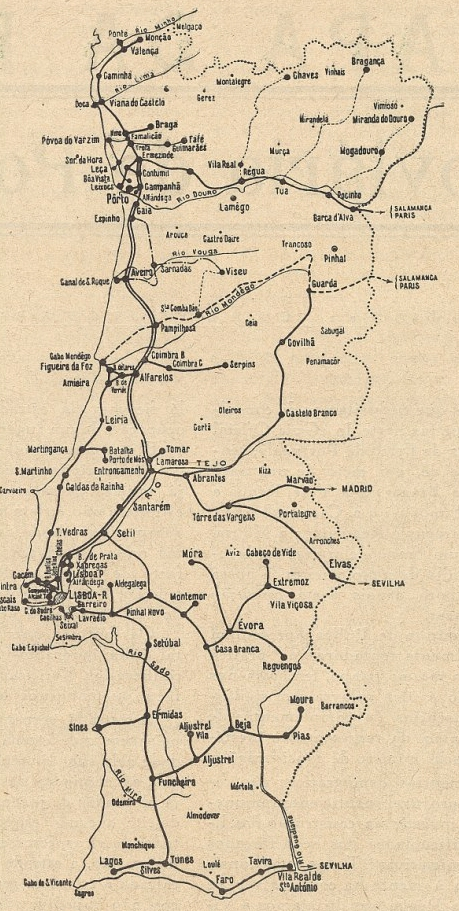
Mapa da rede ferroviária portuguesa em 1945, mostrando as duas ligações internacionais a Salamanca ainda em funcionamento. A Linha do do Douro e a sua continuação até La Fuente de San Esteban oferece um eixo quase linear entre o Porto e Salamanca, enquanto que a opção pela Linha da Beira Alta apresenta um percurso muito mais sinuoso, passando pela Guarda e Pampilhosa.

### Reabertura ao serviço planeada
Desde o seu encerramento, em 1985, que têm sido desde então feitas várias tentativas, tanto do lado português como do lado espanhol, para a reabertura desta linha. Em Agosto de 2009, foi anunciado pela Secretária de Estado dos Transportes, Ana Paula Vitorino, a intenção de reabrir o tráfego internacional, esperando-se nessa altura que em breve arrancassem os trabalhos para a recuperação do troço entre o Pocinho e Barca d’Alva. A 10 de Setembro de 2009, na estação de Caminhos de Ferro do Pocinho, foi assinado, por responsáveis da Rede Ferroviária Nacional, Comboios de Portugal, Instituto Portuário e dos Transportes Marítimos, Comissão de Coordenação e Desenvolvimento Regional do Norte e Estrutura de Missão do Douro, um protocolo de intenções para Reabilitação do troço da Linha do Douro entre o Pocinho e Barca d’Alva e para Exploração Turística da Linha do Douro entre a Régua e Barca d'Alva, tendo sido homologado pela Secretária de Estado.
Em Março de 2011, um grupo de voluntários portugueses e espanhóis da associação Todavía iniciou um programa para a limpeza da antiga plataforma de via nos lanços entre o Pocinho e La Fuente de San Esteban. Na altura, o representante espanhol da associação, José Herrero, afirmou que os governos e instituições de ambos os países tinham falhado em encontrar uma solução para a linha internacional, levando à formação de um grupo cívico transfronteiriço, no sentido de valorizar o património ferroviário. Neste sentido, propunham a instalação de um sistema de veículos ligeiros circulando sobre carris em todo o percurso encerrado, que poderiam ser movidos a pedais, energia solar ou outros métodos, para os quais não seriam necessárias grandes obras nas infraestruturas das linhas. Isto iria permitir aos visitantes conhecer tanto o património ferroviário como a paisagem natural do Douro transfronteiriço, e ao mesmo tempo contribuir de forma sustentável para o desenvolvimento da região.
Em 2016, a empresa Infraestruturas de Portugal produziu um estudo sobre as potencialidades da Linha do Douro como eixo internacional, tendo-se realçado que a reabertura das duas linhas iria ter um efeito significativo nas plataformas logísticas de várias cidades espanholas, como Salamanca, Madrid, Valladolid, León, Burgos, e Oviedo. Este estudo concluiu que a ligação internacional entre o Porto e Salamanca pela Linha do Douro seria mais curta, menos dispendiosa e mais rentável do que a alternativa pela Linha da Beira Alta, além que teria um impacto muito superior no desenvolvimento das regiões pela qual passaria. Com efeito, iria encurtar consideravelmente a distância pelo caminho de ferro entre Portugal e a comunidade autónoma de Castela e Leão, de 328 para 210 km, e evitaria a passagem pela Linha do Norte, que tinha a sua capacidade quase esgotada. Apesar dos resultados deste estudo, o governo continuou a apostar principalmente na Linha da Beira Alta como ligação entre estas duas cidades, tendo em Dezembro de 2018 anunciado um investimento de 650 milhões de Euros para uma nova ligação entre Aveiro e Mangualde, como parte do programa de investimentos para 2030. Esta nova linha iria reduzir o congestionamento da Linha do Norte no lanço entre o Porto e Aveiro, que era um dos maiores argumentos dos defensores da reabertura da ligação internacional por Barca de Alva. Também foi alvo de críticas por ser mais um exemplo do investimento do governo na zona litoral, enquanto que a reabertura da linha além do Pocinho iria contribuir para o desenvolvimento de uma região interior do país. Nesta altura, já o governo tinha em duas ocasiões feito candidaturas a fundos comunitários para a ligação por Porto a Salamanca por Aveiro e Mangualde, tendo ambas sido recusadas, por não terem sido consideradas economicamente viáveis.
Também em finais de 2018, foi apresentado em Bruxelas, durante o evento Semanas das Regiões, um estudo sobre o transporte ferroviário nas zonas fronteiriças dos países da União Europeia, tendo a ligação internacional entre o Pocinho e La Fuente de San Esteban sido classificada como um eixo de potencial económico desaproveitado. A empresa alemã KCW, autora do estudo, questionou os Ministérios das Obras Públicas em Portugal e do Fomento em Espanha sobre se tinha sido feito algum estudo de viabilidade para a reabertura daqueles troços, embora não tenha obtido quaisquer respostas. A empresa calculou que o investimento necessário para reabrir o eixo entre o Pocinho e La Fuente de San Esteban seria de cerca de 163 milhões de Euros, com financiamento parcial da União Europeia, mas que a linha não necessitaria de subsídios durante o seu funcionamento, já que as receitas dos bilhetes deveriam ser suficientes para cobrir as despesas. Recomendou igualmente que fossem organizados dois comboios diários em ambos os sentidos, prevendo um número total diário de 304 passageiros, e recordou que em Salamanca já existem ligações rápidas por caminho de ferro à capital espanhola e à costa oriental da península.
Em 15 de Junho de 2019, foi oficialmente lançada, no Museu do Douro, no Peso da Régua, uma petição pública no sentido de modernizar e reabrir ao serviço o lanço entre o Pocinho e Barca de Alva, no âmbito do programa nacional de investimentos até 2030. Este processo deveria ser feito em conjunto com o estado espanhol e a Comunidade Autónoma de Castela e Leão, de forma a abranger igualmente a linha internacional até La Fuente de San Esteban. A reabertura dos lanços entre o Pocinho e La Fuente de San Esteban iria não só ter um grande potencial como eixo turístico, mas também serviria para melhorar as acessibilidades das populações de ambos os lados da fronteira, numa região que estava a passar por um acentuado processo de despovoamento. Um dos participantes da cerimónia de lançamento da petição pública foi o professor Manuel Tão, especialista no transporte ferroviário, que realçou a importância do corredor internacional entre o Porto e Salamanca, que concentrava vários monumentos classificados como Património da Humanidade: além das próprias cidades de Salamanca e do Porto, também a Região Vinhateira do Alto Douro, e as gravuras de arte rupestre do Vale do Côa e de Siega Verde.
Em Julho de 2020, o vice-presidente da empresa Comboios de Portugal, Pedro Moreira participou numa conferência online, organizada pela Liga dos Amigos do Douro Património Mundial, onde defendeu a reabertura da Linha do Douro até à fronteira. Segundo o gestor, caso a linha reabrisse, a empresa estava pronta para assegurar os comboios até Barca de Alva. Esta medida também foi apoiada pelo engenheiro ferroviário Alberto Aroso, que considerou o comboio como parte da imagem da região, e calculou que a reabertura da via férrea seria fácil e pouco dispendiosa, uma vez que as obras de arte, como as pontes e túneis, já tinham sido construídas. Com efeito, um processo simples de reabilitação até Barca de Alva, para permitir a circulação de comboios a gasóleo, custaria apenas cerca de 25 milhões de Euros, enquanto que uma reabertura total, com ligação a Espanha teria um custo aproximado de 200 a 260 milhões de Euros. Também nesse mês, a empresa britânica Aethel Partners, proprietária das Minas de Ferro de Torre de Moncorvo, anunciou que iria em breve iniciar o transporte de minério por caminho de ferro entre o Pocinho e o Porto de Leixões, sendo utilizado o transporte rodoviário desde o couto mineiro até ao Pocinho. Esta iniciativa iria permitir a dinamização não só do Porto de Leixões mas também da Linha do Douro, cujo transporte de mercadorias era muito reduzido, e voltou a chamar as atenções para as suas potencialidades como ligação internacional, em conjunto com a linha encerrada até La Fuente de San Esteban. Igualmente em Julho, a Deputação de Salamanca iniciou um processo para a exploração em conjunto do percurso turístico do caminho de ferro de La Fregeneda e do Porto Fluvial de Vega Terrón, na margem espanhola do Rio Águeda, e que serve como local de embarcação dos cruzeiros do Douro, nas visitas à cidade de Salamanca. O programa Camino de Hierro era considerada pela deputação provincial como a sua maior intervenção turística, embora tenha sido criticado pelo deputado Manuel Ambrosio Sánchez, do Partido Socialista Operário Espanhol, que classificou a sua exploração como «calamitosa y desastrosa».

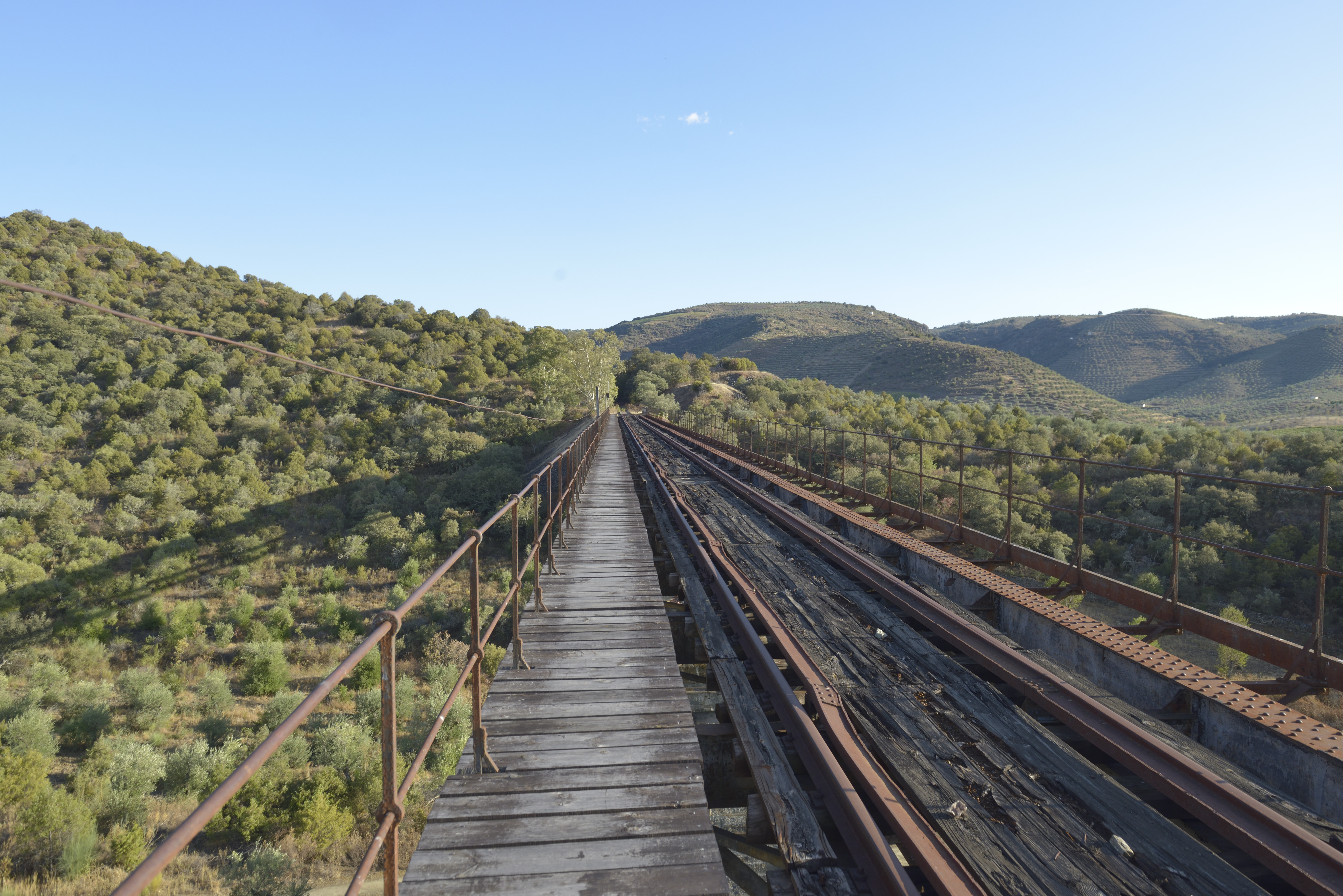
A Ponte das Almas, no troço conhecido como Camino de Hierro, ao passar pelas arribas.

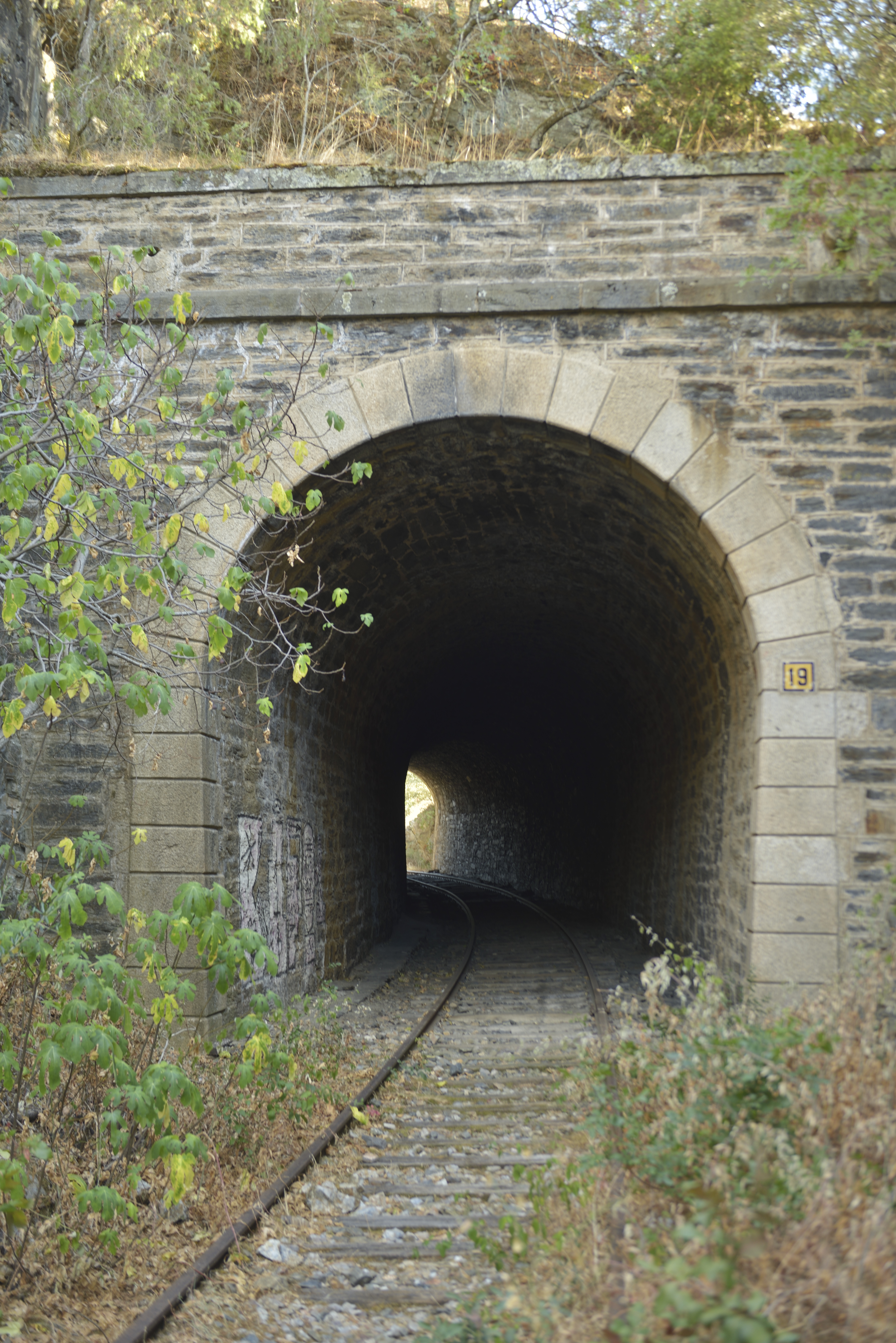
Túnel nº19.

Em Março de 2021, a Assembleia da República Portuguesa aprovou por unanimidade cinco moções para a requalificação da Linha do Douro e a reabertura do da lanço entre o Pocinho e Barca d'Alva. A decisão não é vinculante, mas empraza o Governo português a empreendê-la, mesmo se Espanha não reabre a prolongação entre Barca d'Alva e La Fuente de San Esteban, argumentando a decisão em que serviria de apoio ao minério do concelho de Torre de Moncorvo e incentivaria a coesão territorial e o turismo na zona, classificada Património da Humanidade pela Unesco.

### Roteiro turístico
O troço entre as estações de La Fregeneda e Barca d'Alva é conhecido por "Camino de Hierro de La Fregeneda". Trata-se da parte da linha que atravessa as arribas do rio Águeda, uma geografia complicada que estabelece a fronteira natural entre Espanha e Portugal e na qual tiveram de ser construídos 20 túneis e 12 pontes para superarem o seu complicado desnível. Algumas fontes indicam que existem 20 túneis e 13 pontes, incluindo a que atravessa o rio Froya, mas esta já se encontra fora desta seção, depois da estação de La Fregeneda, embora seja também destacada.
A linha tornou-se um dos locais mais atrativos para turistas no Parque Natural das Arribas do Douro. Os pontos mais visitados da linha são os que rodeiam as estações devolutas de Barca d'Alva e La Fregeneda, por causa da sua facilidade de acesso, mas os locais mais impressionantes são os do lanço mais complicado, o que atravessa as arribas do rio Águeda, devido à sucessão de túneis e pontes ao passarem por uma paisagem vertiginosa. Até 2019, Adif desencorajava fortemente a visita, uma vez que havia áreas em mau estado de conservação. Foi então que a Deputação de Salamanca adaptou a linha para cumprir as normas de segurança e poder ser percorrida em segurança.
A rota oficial de caminhada foi inaugurada a 23 de Abril de 2021, após vários atrasos devido à pandemia de covid-19 e outras razões, no mesmo dia da festa regional da Castela e Leão. Pode ser feita por conta própria, mas a rota paga inclui seguro de acidentes, serviço de transporte de regresso a La Fregeneda e empréstimo de colete refletor e lanterna durante a viagem. O preço é de 5€, em tarifa normal, 4€, em tarifa reduzida, e 2,5€ no caso da tarifa mais vantajosa para os vizinhos da área. Para grupos de pelo menos 25 pessoas, existe a possibilidade de contratar um intérprete. O roteiro foi recomendado pela revista National Geographic e está a tornar-se num percurso turístico importante.